# Toporzysko (województwo małopolskie)
Toporzysko – wieś w Polsce, położona w województwie małopolskim, w powiecie suskim, w gminie Jordanów.
W latach 1975–1998 wieś położona była w województwie nowosądeckim.

## Położenie
Pod względem geograficznym wieś znajduje się w Beskidzie Orawsko Podhalańskim, w dolinie Dzialskiego Potoku (dopływ Skawy). Zabudowania i pola miejscowości Toporzysko zajmują dno doliny tego potoku, oraz zbocza dwóch wznoszących się po obu stronach potoku grzbietów przebiegających z południowego zachodu na północny wschód. Orograficznie lewy grzbiet oddziela Toporzysko od miejscowości Bystra Podhalańska, prawy od miejscowości Spytkowice. Od południowo-zachodniej strony Toporzysko sąsiaduje z miejscowością Sidzina, od północno-wschodniej z Jordanowem. Przez Toporzysko przebiega droga łącząca te miejscowości.

## Integralne części wsi
| przysiółek | Zawadówka |
| części wsi | Bąkałówka, Białoniowa, Budkówka, Chabinówka, Chudówka, Ciapałowa, Cieślakowa, Dudowa, Dwór, Dybówka, Dział, Figórowa, Flakowa, Gałowa, Grubarzowa, Janeczkówka, Kaszubówka, Kowalczykowa, Kowalówka, Kozówka, Kulakówka, Łazarzówka, Mraźnica, Pająkowa, Peliwówka, Pietrzykowa, Pisulowa, Podlaski, Ptasiówka, Rączkowa, Rosołowa, Rysiówka, Smołówka, Stąporowa, Strzelcowa, Targoszowa, Tomczykowa, Wierzbeczkówka, Wierzbowa, Wójtowiczówka, Zagrody, Zającówka |

## Zabytki
Obiekty wpisane do rejestru zabytków nieruchomych województwa małopolskiego.
- Spichlerz drewniany w zagrodzie nr 143;
- ogród dworski.